# Frigidiano
San Frigidiano (también conocido como Frediano, Fridiano, Frigidiano, Frigianu), (Irlanda ¿? - Lucca, 18 de marzo de 588)
es un santo cristiano del siglo VI y obispo de Lucca. La Basílica de San Frediano en Lucca fue erigido en su honor.
Según la tradición, Frigidiano era príncipe de Irlanda que se volvió eremita en el Monte Pisano, cerca de Lucca, después de venir de peregrinaje de Roma. La Enciclopedia católica dice: “Honorado por su santidad y milagros fue San Frigidiano (560-88), hijo de Ultonio, Rey de Irlanda, o quizás del rey del Ulster (Ultonia), de los que San Gregorio el Grande resalta en sus "Diálogos" (III, 10) un milagro.”

## Biografía
Fue educado en los monasterios irlandeses, y ordenado presbítero decidió ir a Roma en peregrinación. En el camino de regreso, decidió retirarse a una ermita en un barranco en el Monte Pisano.
Su reputación de santidad llevó a los ciudadanos de Lucca a elegirlo como obispo entre los años 560 y 566. Algunas fuentes refieren de una carta del Papa Juan II instándolo a aceptar el cargo, aunque dicha nota no es muy confiables ya que el Papa Juan II murió en el año 533; aunque podría tratarse del Papa Juan III
El Papa Gregorio I en sus Diálogos cuenta sobre un milagro narrado por el obispo de Luni (Antiguo Diócesis contigua a la de Lucca), aparentemente mientras la gente de Lucca trabajaba en vano para desviar el curso del Río Serchio, que corría demasiado cerca de la ciudad provocando constantemente inundaciones, la gente solicitó la ayuda a Frigidiano, quien trazó un surco con el rastrillo por donde el río debería de correr y las aguas lo siguieron dócilmente. En realidad, San Frediano en 575 mandó abrir una nueva boca del Río Serchio a  Migliarino. Quizás la alusión al rastrillo esconde un instrumento utilizado para marcar el nuevo cause del Serchio.

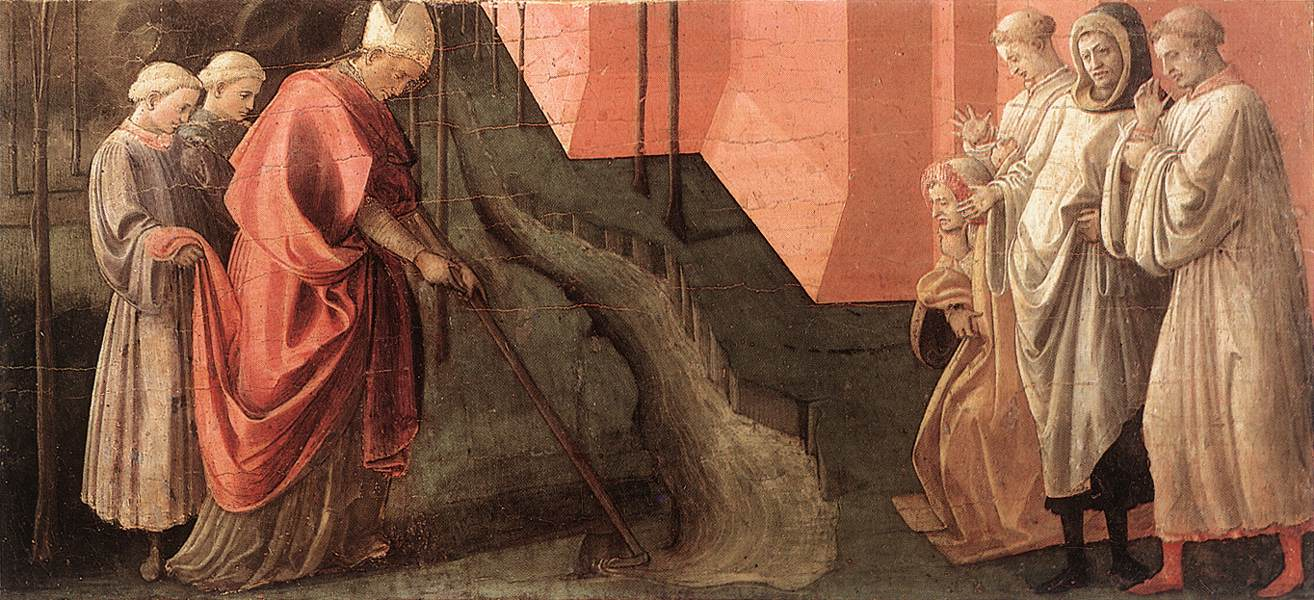
Predela del Retablo Barbadori, Filippo Lippi, Galleria degli Uffizi

Se ha sugerido también que Frigidiano por sus viajes y estudios había adquirido cierta experiencia en la recuperación hidráulica. En cualquier caso, en la tierra liberada de la amenaza del río, al norte de las murallas romanas de la ciudad, Frigidiano fundó un monasterio dedicado a los levitas Vincenzo, Stefano y Lorenzo. Más tarde el templo fue dedicado a la Virgen María, y con posterioridad se dedicó la Basílica al mismo San Frigidiano, donde fueron enterrados los restos del santo, hasta la reforma gregoriana. que eliminó la cripta y el Transepto de la antigua Basílica.
La Iglesia católica recuerda a Frigidiano como un santo el 18 de marzo, según lo informado por el Martirologio Romano:

«18 de marzo - En Lucca, San Frediano, obispo, que originalmente venía de Irlanda, reunió a los clérigos en el monasterio, por el bien de la gente se deshizo del río Serchio haciendo fértil la tierra y convirtió a la fe católica a los lombardos que habían invadido la región »

Localmente también se recuerda el 18 de noviembre, aniversario del descubrimiento de sus reliquias.
Según algunas fuentes, el nombre irlandés de Frigidiano habría sido "Finnian". En latín el nombre era Fridianus y de aquí pasó al dialecto lucchese; En Lucca, de hecho, hasta mediados del siglo XX San Frigidiano era llamado San Fridiàn, San Friàn o San Friàno.